# Orientais na umbanda
Os Orientais na Umbanda são entidades do Povo do Oriente, ligados às curas e às ciências, que se manifestam em seus médiuns auxiliando no tratamento médico e espiritual, com seu profundo conhecimento destas artes. Se manifestam tanto na Umbanda, como em centros espíritas. A Linha do Oriente é dividida em 07 falanges, é composta em sua maioria por entidades de origem oriental é nessa linha que se encontram as falanges dos hindus, árabes, japoneses, chineses, mongóis, egípcios romanos, etc. Compõem-se estas falanges de espíritos que tiveram encarnação nesses povos e que através do ensino das ciências ocultas, praticam a caridade pregada na Umbanda. Suas falanges tem por líder São João Batista e são, na Umbanda popular, assim descritas, a partir de cada chefe:
- Chefiada por Ori do Oriente - Legião dos japoneses, chineses, mongóis, esquimós, siberianos, vietnamitas, bem como outros povos originários no norte, leste e sudeste da Asia.
- Chefiada por Zartú - Legião dos hindus, indonésios, cambojanos e outros povos historicamente conectados ao hinduísmo.
- Chefiada por Jimbaruê - Legião dos árabes, sírios, libaneses, marroquinos, bem como outros povos presentes no Saara e no Oriente Médio.
- Chefiadas por Inhoarairi, Imperador Inca antes de Cristo -  Legião dos incas, maias, astecas, bactrianos, egípcios, babilônios, sumérios e outros povos antigos.
- Chefiada por Itaraiaci - Legião dos aborígenes, papuásios, havaianos, polinésios, caraíbas, shoshones, bem como outros povos nativos da América do Norte, Caribe, Oceania, bem como terras banhadas pelo Oceano Pacifico e ilhas isoladas.
- Chefiada por Marcus I, Imperador Romano - Legião dos romanos, gregos, nórdicos, bálticos, germânicos, celtas, gauleses, eslavos e outros povos europeus ou caucasianos.
- José de Arimatéia- Legião dos médicos, cientistas, sábios e outros estudiosos.

Esta Linha procurou abrigar as mais diversas entidades, que a princípio não se encaixavam na matriz formadora do brasileiro (ameríndios, europeus e africanos). Podendo, a Linha do Oriente vir representada por entidades da linha de caboclo ou pretos-velhos.
As entidades que compõem esta linha são discretas, falando pouco, com linguajar perfeito e bastante correto, sendo que não gostam de dar consultas, e se precisam passar algum ensinamento ao consulente, o fazem através de frases curtas e cheias de significados. Os mais altos conhecimentos esotéricos da antiguidade são conhecidos, no plano astral, pelas entidades que se manifestam nessa Linha, já que nela estão representados grandes mestres do ocultismo (Esoterismo - Cartomancia - Quiromancia - Astrologia - Numerologia - Grafologia - etc.).
Atuando com a arte da cura, as entidades da Linha do Oriente buscam fazer o encarnado compreender bem as causas de suas enfermidades e a necessidade de mudança nessas causas, bem como a necessidade de seguirem à risca os tratamentos indicados.São entidades que vêm com a missão de humanizar corações endurecidos e fecundar a fé, os valores espirituais, morais e éticos no mental humano.
A Linha do Oriente é regida por Oxalá, Ogum e  Xangô. Sendo que as entidades dessa Linha atuam nas irradiações dos diversos orixás, conforme as demais falanges da Umbanda.